# The Bottom of the Well
The Bottom of the Well er en amerikansk stumfilm fra 1917 af Jack Robertson.

## Medvirkende
- Evart Overton som Stanley Deane.
- Agnes Ayres som Alice Buckingham.
- Adele DeGarde som Dorothy Farnsworth.
- Ned Finley som Jake Starke.
- Herbert Prior som Long Bill Parker.